# 카모프 Ka-60

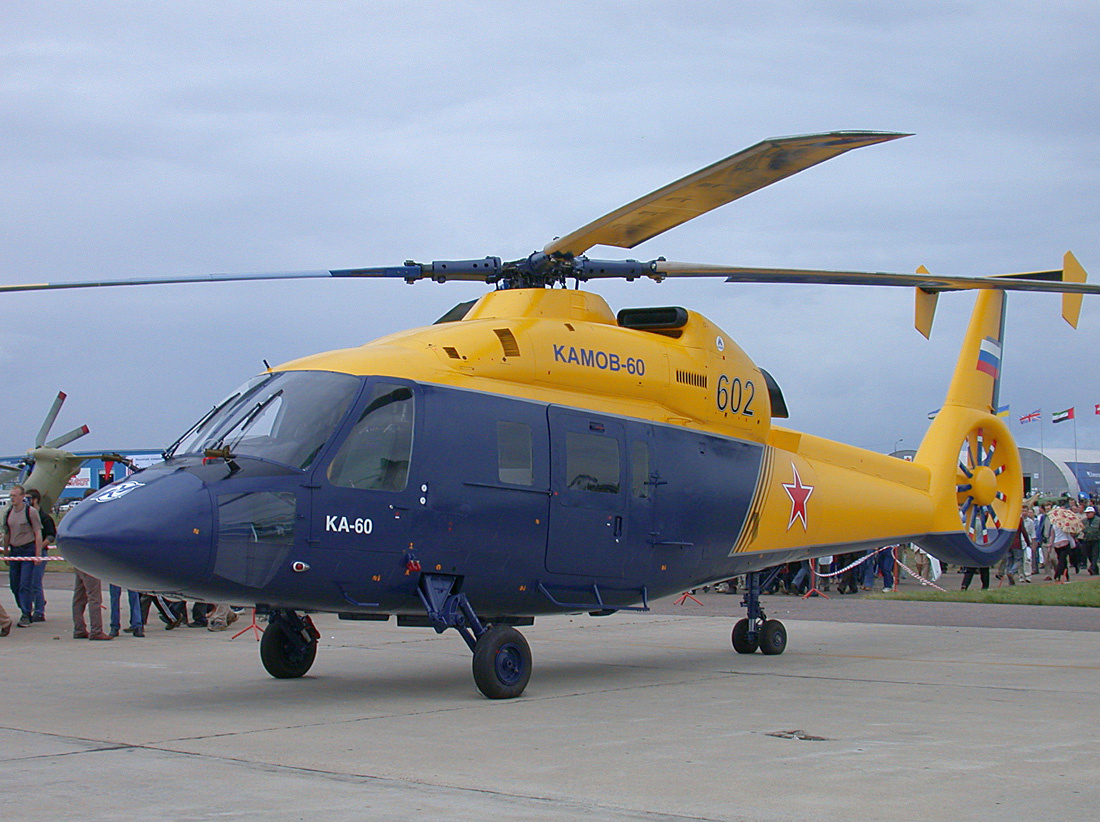
카모프 Ka-60

카모프 Ka-60 Kasatka(Killer Wale)은 러시아의 KAMOV에서 정찰용으로 사용하기 위해 설계하였다.

## 제원
- RD-600 1300shp *2 엔진(RD-600V 1282shp 956kw라고 알려지기도 함, 수출형은 RTM322 T-700 등도 고려 중)
- 최대이륙중량: 6.5ton (러시아어 웹사이트 기준이나, 국내와 영어위키에는 6~ 6.7톤으로 다양하게 알려져 있다.)
- 최고비행속도: 300km/h, 순항속도 270km/h
- 상승고도: 2100/5400 m
- 내부연료항속거리: 700 km
- 수송병력: 14명
- 조종사: 1/2
- 상승율: 10.4m/s
- 내부수송중량: 2톤
- 외부페이로드: 2.75톤 (민수형 2.5톤)
- 23mm 탄에 견디는 메인로터

## 일반
1998년 12월 24일 첫 비행
외형은 유럽산 돌핀 헬기와 매우 유사하다.
200대 생산 예정이었으나, 2006년에 러시아공군에 7대만 인수되어 운용중이다.
군용형은 KA-60, 민수형은 KA-62 로 불린다.
페네스트론이라 불리는 덕티드펜 형식의 테일로터를 가지고 있다.

## 같이 보기
- 아구스타웨스틀랜드 AW139
- 벨 430
- 벨 UH-1Y 베놈
- 유로콥터 AS365 도팽
- 유로콥터 AS565 팬서
- UH-60 블랙 호크

## 참고자료
- 정보 KA-62 kahelicopter.com 보관됨 2019-09-11 - 웨이백 머신